# 1992 год в спорте
Список 1992 год в спорте описывает спортивные события, произошедшие в 1992 году.

## СНГ
- Кубок СССР—СНГ по футболу 1991/1992;
- Открытое первенство СНГ по международным шашкам среди юношей 1992;
- Открытый чемпионат СНГ по волейболу среди мужчин 1991/1992;
- Чемпионат СНГ по боксу;
- Чемпионат СНГ по вольной борьбе;
- Чемпионат СНГ по мини-футболу 1992;
- Чемпионат СНГ по хоккею с мячом 1991/1992;
- Чемпионат СНГ по хоккею с шайбой;
- Первенство СНГ по хоккею с мячом среди команд первой лиги 1991/1992;
- Командный чемпионат СССР по шахматной композиции 1990/1992;
- Личный чемпионат СССР по шахматной композиции 1992;
- Создан хоккейный клуб «Тивали»;
- Созданы футбольные клубы:
  - «Абдыш-Ата»;
  - «АБН Барда»;
  - «Ала-Тоо»;
  - «АНС Пивани»;
  - «Вайрогс»;
  - «Виктор» (Запорожье);
  - «Гарай»;
  - «Дашогуз»;
  - «Динамо-93»;
  - «Киликия»;
  - «Лантана»;
  - «Львов»;
  - МХСК;
  - «Нива-Космос»;
  - «Нистру» (Чобурчи);
  - «Оболонь»;
  - «Памбыгчи» (Нефтечала);
  - «Полесье» (Добрянка);
  - «Прогресул»;
  - «Прут»;
  - «Пюник»;
  - «Синтеза»;
  - «Сконто-2»;
  - «Тирасполь»;
  - «Торентул»;
  - «Туран»;
  - УЛИМ;
  - «Универсул»;
  - «Хазри Бузовна»;
  - «Халабджа»;
  - «Химик» (Кара-Балта);
  - ЦСКА;
  - «Черноморец-2» (Одесса);
- Создан женский футбольный клуб «Дончанка-ЦПОР»;
- Расформированы футбольные клубы:
  - «Альфа»;
  - ВЭФ;
  - «Целтниекс»;

## Россия
- МХЛ в сезоне 1992/1993;
- Первая лига ПФЛ 1992;
- Первенство России по хоккею с мячом среди команд первой лиги 1992/1993;
- Чемпионат России по волейболу среди женщин 1991/1992;
- Чемпионат России по волейболу среди мужчин 1992;
- Чемпионат России по конькобежному спорту в классическом многоборье 1992;
- Создан женский хоккейный клуб «Спартак-Меркурий»;

### Волейбол
- Чемпионат России по волейболу среди женщин 1992/1993;
- Чемпионат России по волейболу среди женщин 1991/1992;
- Чемпионат России по волейболу среди женщин 1992/1993;
- Чемпионат России по волейболу среди мужчин 1992;
- Чемпионат России по волейболу среди мужчин 1992/1993;

### Баскетбол
- Созданы клубы:
  - «Авантаж-Политехник»;
  - «Вита»;
  - «Киев-Баскет»;
  - «Лиепаяс Лаувас»;
  - «Невежис»;
  - «Одесса»;
- Создан женский баскетбольный клуб «Форс-Мажор»;

### Футбол
- Первая лига ПФЛ 1992;
- Вторая лига ПФЛ 1992;
- Матчи чемпионата России по футболу 1992;
- ФК «Спартак» Москва в сезоне 1992;
- ФК «Ротор» в сезоне 1992;
- Чемпионат России по футболу 1992;
- Созданы клубы:
  - «Аган»;
  - «Бештау»;
  - «Владикавказ»;
  - «Гигант» (Грозный);
  - «Донгаздобыча»;
  - «Жемчужина-2»;
  - «Иргиз»;
  - «Искра» (Новоалександровск);
  - «Колос» (Краснодар);
  - «Колос» (Степовое);
  - «Кранэкс»;
  - «Кристалл» (Дятьково);
  - «Кристалл» (Смоленск);
  - «Краснознаменск»;
  - «Мостовик-Приморье»;
  - «Политехник-92»;
  - «Скат-5с»;
  - «Спартак» (Горно-Алтайск);
  - «Спартак» (Щёлково);
  - «Спортакадемклуб»;
  - «Торпедо» (Ижевск);
  - «Уралан-д»;
  - «Химик» (Коряжма);
  - «Химик» (Уварово);
  - «Энергетик» (Урень);
  - «Энергия» (Чайковский);
  - «Эрзу»;
- Расформированы клубы:
  - «Кинотавр»;
  - «Прогресс» (Бийск);

#### Женский футбол
- Кубок России по футболу среди женщин 1992;
- Матчи женской сборной России по футболу 1992;
- Чемпионат России по футболу среди женщин 1992;
- Созданы клубы:
  - «Идель»;
  - «Интеррос»;

#### Футзал
Созданы клубы:
- «Алмаз-АЛРОСА»;
- «Газпром-Югра»;
- «Каспий»;
- «Концентрат»;
- «МСХА-Полигран»;
- «Синара»;
- «СКИФ-Силекс»;
- «Спарта-Щёлково»;
- «Спартак»;
- «Спартак-Новорусь»;
- «Таганский Ряд»;
- «Финпромко-Альфа»;
- ЦКК;
- «Чертаново»;

### Международные шашки
- Кубок России по международным шашкам среди юношей 1992;

## Международные события
- Nokia Grand Prix 1992;
- Кубок Кремля 1992;
  - Кубок Кремля 1992 в одиночном разряде;
  - Кубок Кремля 1992 в парном разряде;

### Зимние Олимпийские игры 1992
- Биатлон;
  - Индивидуальная гонка (мужчины);
- Бобслей;
- Горнолыжный спорт;
- Конькобежный спорт;
- Лыжное двоеборье;
- Лыжные гонки;
- Прыжки с трамплина;
- Санный спорт;
  - Двойки;
  - Одиночки (женщины);
  - Одиночки (мужчины);
- Фигурное катание;
  - Одиночное катание (женщины);
  - Одиночное катание (мужчины);
  - Парное катание;
  - Танцы на льду;
- Хоккей;
- Шорт-трек;
- Медальный зачёт на зимних Олимпийских играх 1992;
- Объединённая команда на зимних Олимпийских играх 1992;

### Летние Олимпийские игры 1992
- Академическая гребля;
- Бадминтон;
- Баскетбол;
- Бейсбол;
- Бокс;
- Борьба;
- Велоспорт;
- Водное поло;
- Волейбол;
  - Квалификация;
- Гандбол;
- Гимнастика;
  - Спортивная гимнастика;
  - Художественная гимнастика;
- Гребля на байдарках и каноэ;
- Дзюдо;
- Конный спорт;
- Лёгкая атлетика;
- Настольный теннис;
- Парусный спорт;
- Плавание;
- Прыжки в воду;
- Синхронное плавание;
- Современное пятиборье;
- Стрельба;
- Стрельба из лука;
- Теннис;
- Тяжёлая атлетика;
- Фехтование;
- Футбол;
- Хоккей на траве;
- Итоги летних Олимпийских игр 1992 года;
- Коби;
- Независимые олимпийские участники на летних Олимпийских играх 1992;
- Объединённая команда на летних Олимпийских играх 1992;

### Чемпионаты Европы
- Чемпионат Европы по фигурному катанию 1992;
- Чемпионат Европы по фехтованию 1992;

### Чемпионаты мира
- Чемпионат мира по академической гребле 1992;
- Чемпионат мира по биатлону 1992;
- Чемпионат мира по борьбе 1992;
- Чемпионат мира по конькобежному спорту в классическом многоборье среди женщин 1992;
- Чемпионат мира по спортивной гимнастике 1992;
- Чемпионат мира по художественной гимнастике 1992;
- Чемпионат мира по фигурному катанию 1992;
- Чемпионат мира по хоккею с мячом среди молодёжных команд 1992;

### Баскетбол
- Европейская лига ФИБА 1992/1993;
- Чемпионат Америки по баскетболу 1992;

### Волейбол
- Кубок европейских чемпионов по волейболу среди женщин 1991/1992;
- Кубок европейских чемпионов по волейболу среди женщин 1992/1993;
- Мировая лига 1992;
- Чемпионат Европы по волейболу среди женщин 1993 (квалификация);
- Чемпионат Европы по волейболу среди мужчин 1993 (квалификация);
- Чемпионат мира по волейболу среди женских клубных команд 1992;
- Чемпионат мира по волейболу среди мужских клубных команд 1992;
- Чемпионат Украины по волейболу среди женщин 1992;
- Чемпионат Украины по волейболу среди женщин 1992/1993;
- Чемпионат Украины по волейболу среди мужчин 1992;
- Чемпионат Украины по волейболу среди мужчин 1992/1993;

### Международные шашки
- Чемпионат Европы по международным шашкам среди мужчин 1992;
- Чемпионат мира по международным шашкам среди мужчин 1992;

### Снукер
- Asian Open 1992;
- British Open 1992;
- Dubai Classic 1992;
- European Open 1992;
- Irish Masters 1992;
- Mercantile Credit Classic 1992;
- Strachan Open 1992;
- Гран-при 1992;
- Мастерс 1992;
- Открытый чемпионат Уэльса по снукеру 1992;
- Официальный рейтинг снукеристов на сезон 1991/1992;
- Официальный рейтинг снукеристов на сезон 1992/1993;
- Снукерный сезон 1992/1993;
- Чемпионат Великобритании по снукеру 1992;
- Чемпионат мира по снукеру 1992;

### Футбол
- Матчи сборной России по футболу 1992;
- Матчи сборной СНГ по футболу;
- Кубок европейских чемпионов 1991/1992;
- Кубок Либертадорес 1992;
- Кубок обладателей кубков УЕФА 1992/1993;
- Кубок чемпионов КОНКАКАФ 1992;
- Кубок обладателей кубков УЕФА 1991/1992;
- Кубок обладателей кубков УЕФА 1992/1993;
- Международный футбольный кубок 1992;
- Финал Кубка европейских чемпионов 1992;
- Финал Кубка обладателей кубков УЕФА 1992;

#### Чемпионат Европы по футболу 1992
- Чемпионат Европы по футболу 1992 (отборочный турнир);
- Чемпионат Европы по футболу 1992 (составы);
- Финал чемпионата Европы по футболу 1992;
- Футбольный матч Фарерские острова — Австрия (1990);

### Хоккей с шайбой
- Группа С2 чемпионата мира по хоккею с шайбой 1992;
- Драфт НХЛ 1992;
- Матч всех звёзд НХЛ 1992;
- НХЛ в сезоне 1991/1992;
- НХЛ в сезоне 1992/1993;
- Чемпионат мира по хоккею с шайбой 1992;
- Чемпионат мира по хоккею с шайбой 1992 (женщины);

### Шахматы
- Женская шахматная олимпиада 1992;
- Шахматная олимпиада 1992;

## Моторные виды спорта
- Формула-1 в сезоне 1992;